# Rebaix de la vorada
El rebaix de la vorada es crea per facilitar la transició de vehicles i/o vianants entre el nivell de la vorera i el de la calçada.
És una alteració en la continuïtat de la vorada que pot modificar la resta de la vorera parcialment o total fins a la línia de façana.
Tradicionalment s'han rebaixat les vorades deformant part de la vorera, mentre que avui en dia existeixen peces prefabricades per a la formació de rampes que resolen satisfactòriament la geometria requerida.
A vegades s'anomena gual calcant el paral·lelisme que fa el castellà amb el gual d'un riu (en castellà vado).

## Rebaix de la vorada en pas de vianants
El rebaix de la vorada en un pas de vianants es dissenya i se situa complint la normativa d'accessibilitat. Però tot i que una persona sense problemes de mobilitat podria baixar i pujar la vorada fàcilment, el rebaix facilita la mobilitat a tothom.
El rebaix ha de garantir la continuïtat de l'itinerari accessible dels vianants en la transició entre la vorera i la calçada sense envair l'itinerari accessible dels vianants que transcorren per la vorera. En cas que no es pugui complir perquè la vorera és massa estreta, es rebaixa tota sencera fina a la línia de façana.
El rebaix es considera accessible quan pot ser utilitzat de forma autònoma i segura per totes les persones, tinguin o no alguna discapacitat. Segons el codi d'accessibilitat, això significa que ha de complir els següents requisits:
- L'amplada lliure mínima ha de ser d'1,20m,
- La vorada s'enrasa amb la calçada. Els cantells s'arrodoneixen o aixamfranen a 45 graus.
- El pendent longitudinal de la rampa és com a màxim del 12%.
- El pendent transversal màxim és del 2%.
- Se senyalitza amb paviment de textura diferenciada.

## Rebaix de la vorada en pas de vehicles
El rebaix de la vorada en un pas de vehicles és menys restrictiu que el del pas de vianants.
Per tal d'evitar que els invidents puguin confondre'ls amb els rebaixos dels passos de vianants, no han de tenir franges senyalitzadores.
Els passos de vehicles tampoc haurien d'afectar de cap manera l'itinerari de vianants que el travessen caminant per la vorera. El codi d'accessibilitat estableix que:
- L'itinerari de vianants que el travessen, no pot quedar afectat en el seu pendent longitudinal.
- L'itinerari de vianants que el travessen, no pot quedar afectat per un pendent transversal superior al 2%.

En cas que no es pugui complir perquè la vorera és massa estreta, es poden utilitzar vorades de secció aixamfranada per facilitar la pujada del vehicle a la vorera.